# Alfombra de Saraband
La alfombra de Saraband es un tipo de alfombra persa. Se teje en la región montañosa al sur del Malayer (Hamadán) y sudeste de Arak  (Markazí) y al sudeste de Borujerd (Lorestan).

## Descripción
El principal motivo usado es el boteh miri, a veces con un medallón central romboide, decorado con boteh, y cuatro esquinas que repiten los motivos del borde, compuesto de bandas estrechas con tintes diferentes y alternos, decoradas con boteh o motivos geométricos. 
Los colores del fondo son variados: azul, rojo rosado y marfil.